# 小西健一
小西健一（日语：／ Konishi Kenichi，1909年3月20日—1986年3月20日），生于朝鲜半岛咸兴市，日本男子曲棍球运动员。他曾代表日本国家队参加1932年夏季奥林匹克运动会曲棍球比赛，获得一枚银牌。